# Flugunfall bei Öndörchaan
Der Flugunfall bei Öndörchaan ereignete sich am 13. September 1971. An diesem Tag verunglückte eine auf die Streitkräfte der Volksrepublik China zugelassene Hawker Siddeley HS.121 Trident 1E bei Öndörchaan in der Mongolei. An Bord der Maschine befand sich eine Gruppe um den chinesischen Vizepremierminister und Verteidigungsminister Lin Biao, die beabsichtigte, in die Sowjetunion zu emigrieren. Bei dem Unfall kamen alle 9 Personen an Bord ums Leben. Bis 1993 handelte es sich damit um den schwersten Flugunfall in der Mongolei. Die Unfallursache ist bis heute umstritten.

## Flugzeug
Bei dem verunglückten Flugzeug handelte es sich um eine Hawker Siddeley HS.121 Trident 1E. Das Flugzeug trug die Werknummer 2131. Die Maschine absolvierte am 16. März 1966 ihren Erstflug, bevor sie am 11. April 1966 an die Pakistan International Airlines ausgeliefert und mit dem Luftfahrzeugkennzeichen AP-ATL zugelassen wurde. Zu einem unbekannten Zeitpunkt wurde die Maschine durch die Luftstreitkräfte der Volksrepublik China übernommen und mit dem Kennzeichen 50056 zugelassen, im Jahr 1970 erfolgte eine Ummeldung auf das Kennzeichen 256. Das dreistrahlige Schmalrumpfflugzeug – die Hawker Siddeley Trident war seinerzeit das weltweit erste dreistrahlige Passagierflugzeug – war mit drei Triebwerken des Typs Rolls-Royce Spey 512 ausgestattet.

## Unfallhergang
In der Nacht vom 12. auf den 13. September 1971 wurde die Maschine offenbar durch eine Gruppe von neun Personen, darunter Lin Biao, dessen Frau und Sohn, vom Flughafen Qinhuangdao-Shanhaiguan entwendet. Es wurde anschließend ein Flug von dort in Richtung Sowjetunion unternommen, dessen genaues Ziel unbekannt ist.
Die Trident verunfallte in der mongolischen Wüste bei Öndörchaan. Bei dem Unfall kamen alle neun Insassen an Bord der Maschine ums Leben, darunter auch Lin Biaos Frau Ye Qun und sein Sohn Lin Liguo. Der offiziellen Version der Volksrepublik China zufolge ereignete sich der Unfall, weil versucht wurde, dem militärischen Radar durch Niedrigflug zu entkommen, was zu einem erhöhten Treibstoffverbrauch führte.

## Ursache
Die genauen Umstände über den Absturz bleiben unklar, da kaum Beweise erhalten sind. Viele der ursprünglichen Regierungsunterlagen, die für Lins Tod relevant waren, wurden mit Zustimmung des Politbüros der Kommunistischen Partei Chinas heimlich vernichtet. Chinesische Medien berichteten, Lin Biao sei nach einem missglückten Staatsstreich gegen Mao Zedong auf der Flucht bei einem Flugunfall zu Tode gekommen. Nach dem Tod wurden Lin Biaos angebliche Verbrechen bekannt gegeben, wobei eindeutige Beweise dafür fehlen. Zudem wurde erst zwei Monate nach dem Tod ein Dokument über das Projekt 571 (五七一工程; Pinyin: Wǔqīyī Gōngchéng) gefunden, das eine Ideensammlung für den Staatsstreich enthielt. Eine Verbindung zwischen Lin Biao und diesem Dokument konnte nicht nachgewiesen werden.

## Gerüchte und Verschwörungstheorien zu dem Zwischenfall
Einigen Theorien zufolge soll Lin Biao überhaupt nicht an Bord der verunfallten Maschine gewesen sein. Stattdessen habe ihn Mao in Peking getötet oder ins Gefängnis sperren lassen. Anderen Theorien zufolge sei die Maschine von chinesischen Kampfflugzeugen abgeschossen worden, über die Zhou Enlai die Befehlsgewalt hatte. Die verunfallte Maschine sei zudem womöglich gar nicht in Beidaihe abgehoben, wie das Regime angab, sondern in Peking.
Fraglich war, warum der militärisch sehr erfolgreiche Lin Biao überhaupt die Flucht ergriffen haben sollte, anstatt in den Widerstand zu gehen. Die Bevölkerung der Volksrepublik China wurde erst mit einjähriger Verspätung über seinen Tod informiert.
Einige Verwirrungen stiftete auch, dass sich Lin Biaos Tochter Lin Liheng nicht an Bord der Maschine befunden hatte. Die Tochter des Getöteten wurde aufgrund dieses Umstandes selbst zum Gegenstand von Spekulationen. Einigen Theorien zufolge wurde sie verdächtigt, für den Tod ihres Vaters verantwortlich zu sein. Unter anderem wurde ihr zugeschrieben, sie habe ihren Vater verraten, indem sie Zhou Enlai telefonisch kontaktiert und ihm von den Fluchtplänen erzählt habe. Der habe die Maschine daraufhin von der Luftwaffe verfolgen und abschießen lassen. Unbestritten ist, dass Lin Liheng Zhou Enlai gut gekannt hatte; die beiden waren zu Beginn der Kulturrevolution im Jahr 1966 gemeinsam fotografiert worden. Anderen Quellen zufolge habe Lin Biaos Sohn Lin Liguo mit Freunden ein Attentat auf Mao geplant, welches jedoch nicht zustande kam, weil die Unterstützung aus der Armee nicht ausreichend war und Lin Liguo Selbstmordattentate seiner Freunde ablehnte. Lin, seine Frau und ihr Sohn hätten daraufhin per Flugzeug in die Sowjetunion fliehen wollen, doch Lins Tochter Lin Liheng, die nicht in die Pläne eingeweiht war und verhindern wollte, dass ihrem Vater etwas zustieße, habe den Fluchtplan ungewollt an den Geheimdienst verraten, sodass die Familie früher als geplant aufbrechen und ein noch nicht vollgetanktes Flugzeug besteigen musste.
Lin Liguo, der Sohn von Lin Biao und ein wesentlicher Vordenker der Anti-Mao-Verschwörung, habe angeblich einen Sexshop betrieben, um geeignete Partner zu finden, die ihm dienen sollten, nachdem er die Nachfolge seines kranken Vaters antreten wollte.
Die vorhandenen und teilweise konkurrierenden Theorien zu dem Tod Lin Biaos lassen sich weitestgehend nicht validieren, sodass sich nur schwerlich belastbare Schlüsse über den Tod Lin Biaos, seiner Frau, seines Sohnes sowie der weiteren sechs Insassen der Maschine ziehen lassen.